# Ernst Ulrich von Weizsäcker

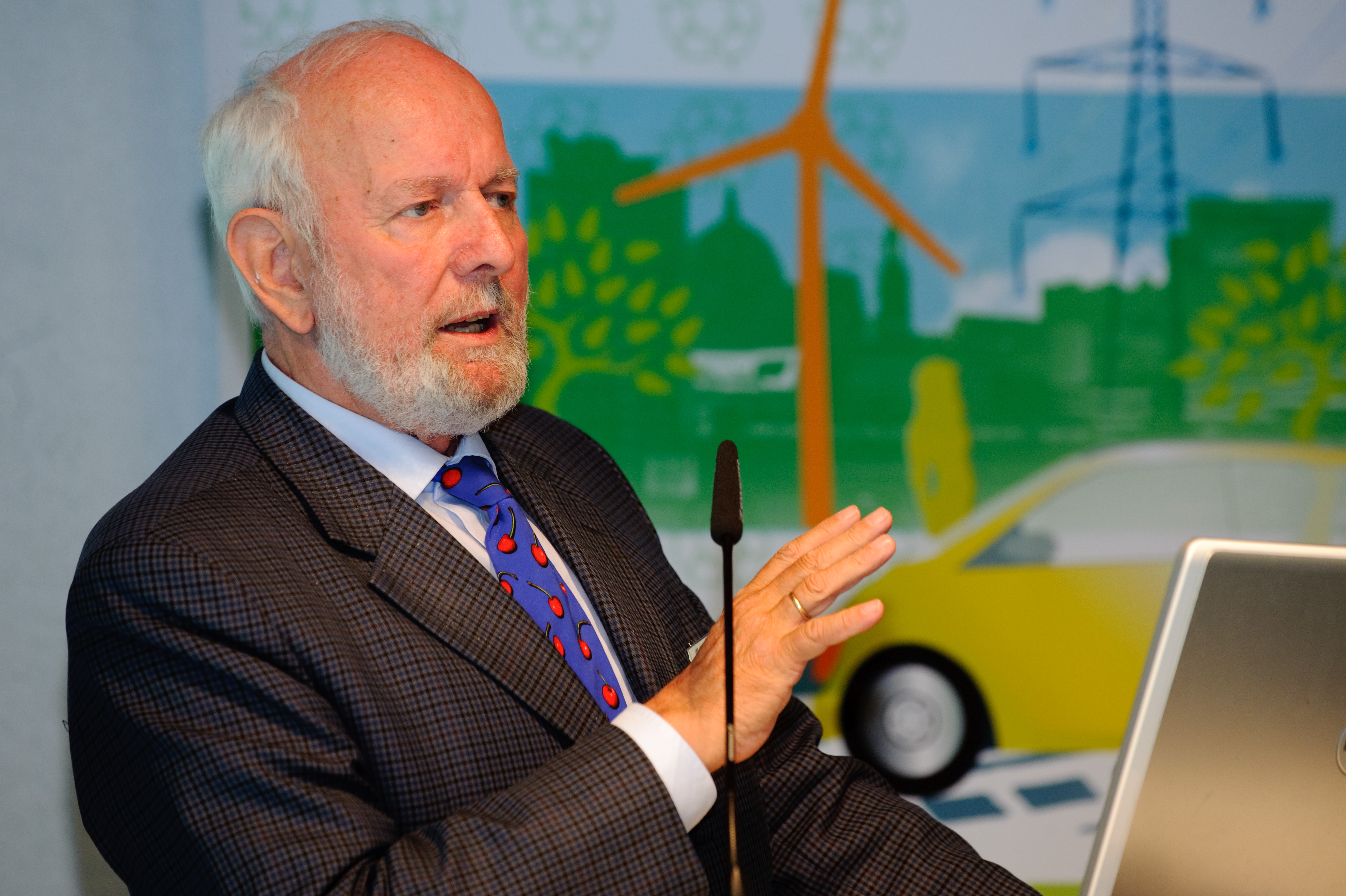
Ernst Ulrich von Weizsäcker (2010)

Ernst Ulrich Michael Freiherr von Weizsäcker (* 25. Juni 1939 in Zürich) ist ein deutscher Umweltwissenschaftler und Politiker (SPD). Von 1998 bis 2005 war er Mitglied des Deutschen Bundestages. Von 2012 bis 2018 war er Ko-Präsident des Club of Rome.

## Familie
Ernst Ulrich von Weizsäcker entstammt dem pfälzisch-württembergischen Geschlecht Weizsäcker. Er ist der Sohn des Physikers und Philosophen Carl Friedrich von Weizsäcker, Bruder des Wirtschaftswissenschaftlers Carl Christian von Weizsäcker und Neffe des ehemaligen Bundespräsidenten Richard von Weizsäcker. Er ist seit 1969 mit der Biologin Christine von Weizsäcker (geb. Radtke) verheiratet und hat fünf Kinder, darunter Jakob von Weizsäcker, SPD-Politiker und Landesminister im Saarland, und die Medienpädagogin Paula Bleckmann.

## Ausbildung und Wissenschaft
Nach dem Abitur 1958 in Göttingen absolvierte Weizsäcker ein Studium der Chemie und Physik an der Universität Hamburg, das er 1966 als Diplom-Physiker beendete. 1968 wurde er an der Universität Freiburg bei Bernhard Hassenstein mit einer Arbeit zum Formensehen der Bienen zum Dr. rer. nat. promoviert.
Von 1969 bis 1972 war Weizsäcker wissenschaftlicher Referent bei der Forschungsstätte der Evangelischen Studiengemeinschaft in Heidelberg. 1972 nahm er einen Ruf der Universität-Gesamthochschule Essen auf einen Lehrstuhl für Biologie an. 1975 bis 1980 war er Präsident der Universität Kassel, seinerzeit Gesamthochschule. 1981 wechselte er als Direktor an das UNO-Zentrum für Wissenschaft und Technologie in New York, 1984 bis 1991 war er Direktor des Instituts für Europäische Umweltpolitik. Von 1991 bis 2000 war er Präsident des Wuppertal Instituts für Klima, Umwelt, Energie.
Von Januar 2006 bis Dezember 2008 war er Dekan der Bren School of Environmental Science and Management an der University of California, Santa Barbara. Seitdem ist er freiberuflich in Emmendingen tätig. 2012 übernahm er eine Honorarprofessur an der Universität Freiburg.

## Politik
Seit 1966 ist Weizsäcker Mitglied der SPD. 1966 bis 1968 war er Vorsitzender der Jungsozialisten in Freiburg im Breisgau. 1968 bis 1972 und 1999 bis 2001 gehörte er dem Landesvorstand der SPD Baden-Württemberg an. 1998 bis 2005 war er Mitglied des Deutschen Bundestages, in den er 1998 über die Landesliste Baden-Württemberg einzog. 2002 wurde er im Wahlkreis Stuttgart I direkt gewählt. Von März 2000 bis Oktober 2002 war er Vorsitzender der Enquête-Kommission Globalisierung der Weltwirtschaft – Herausforderung und Antworten. Ab November 2002 war er Vorsitzender des Ausschusses für Umwelt, Naturschutz und Reaktorsicherheit. Zur Bundestagswahl 2005 trat er nicht mehr an.

## Funktionen und Mitgliedschaften

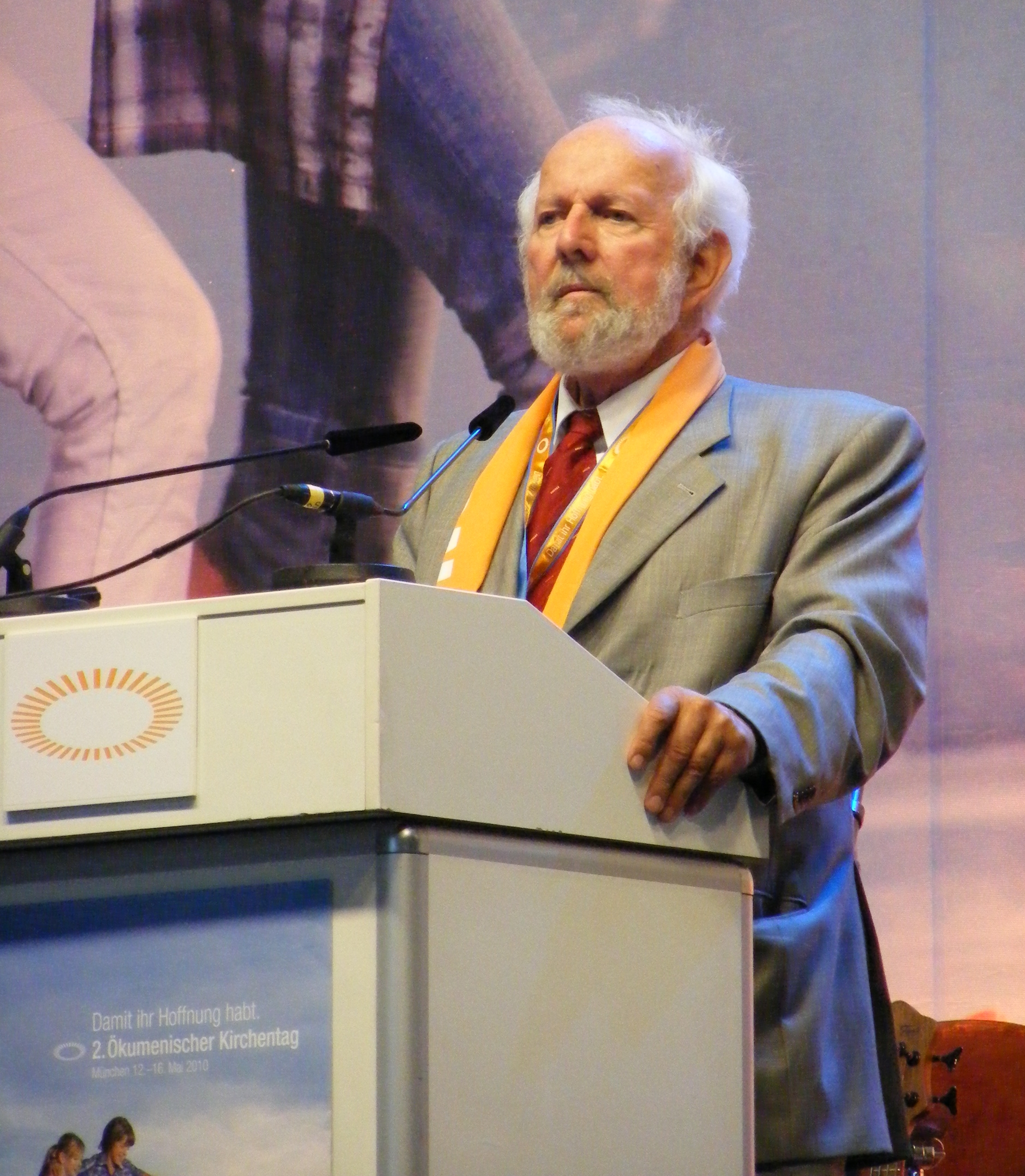
Ernst Ulrich von Weizsäcker spricht 2010 auf dem 2. Ökumenischen Kirchentag in München über den Klimawandel.

- Mitglied der Deutschen Zoologischen Gesellschaft (seit 1968)
- Vorsitzender der Vereinigung Deutscher Wissenschaftler (1988–1991)
- Vorsitzender des Kuratoriums Duales System Deutschland (1991–1994)
- Mitglied des Club of Rome (seit 1991) (2012–2018 Ko-Präsident)[4]
- Mitglied der Europäische Akademie der Wissenschaften und Künste (seit 1997)
- Präsidiumsmitglied des Deutschen Evangelischen Kirchentages (1997–2005)
- Präsidiumsmitglied der Deutschen Gesellschaft für die Vereinten Nationen
- Mitglied der World Academy of Art and Science (seit 2005)
- Ko-Vorsitzender des International Resource Panel des Umweltprogramms der Vereinten Nationen (UNEP) (2007–2014)
- Ko-Vorsitzender China Council Task Force for Economic. Instruments for Energy Efficiency and the Environment (2008–2009)
- Mitglied im Bund der Energieverbraucher[5]
- Ehrenratsmitglied des World Future Council[6]
- Mitglied im Kuratorium der Deutschen Stiftung Weltbevölkerung (DSW)[7][8]
- Vorsitzender des Erhard-Eppler-Kreises (2020–2025)[9]

## Ehrungen
- 1977: Pfaff Preis für Initiativen im Bildungswesen
- 1989: Premio de Natura, Rom (gemeinsam mit Premierministerin Gro Harlem Brundtland)
- 1991: Ehrenprofessur an der Technischen Universität Valparaiso
- 1996: Duke of Edinburgh-Goldmedaille des WWF International
- 1996: Das politische Buch, Preis der Friedrich-Ebert-Stiftung[10]
- 1999: Mitglied der Europäischen Akademie der Wissenschaften
- 2000: Ehrendoktorwürde der Sōka-Universität, Japan
- 2002: Takeda Award for Environmental Excellence
- 2008: Deutscher Umweltpreis der Deutschen Bundesstiftung Umwelt[11]
- 2009: Großes Verdienstkreuz der Bundesrepublik Deutschland[12]
- 2010: Nachhaltigkeitspreis der Neumarkter Lammsbräu
- 2010: Ehrendoktor der Universität Belgrad[13]
- 2011: Adam-Smith-Preis für marktwirtschaftliche Umweltpolitik[14]
- 2011: Theodor-Heuss-Preis der Theodor-Heuss-Stiftung
- 2012: Verdienstorden des Landes Baden-Württemberg[15]
- 2013: Aufnahme in die Liste der 100 einflussreichsten Vordenker der Welt Gottlieb Duttweiler Institut[16][17]
- 2014: Nachhaltigkeitspreis 2014 der Sächsischen Hans-Carl-von-Carlowitz-Gesellschaft[18]
- 2015 Bayerischer Naturschutzpreis als Vordenker des Klimaschutzes und Streiter für nachhaltige Wirtschaft[19]
- 2016 Ehrendoktor der Nagoya University[20]
- 2021 Verdienstorden des Landes Nordrhein-Westfalen

## Veröffentlichungen (Auswahl)
- Erdpolitik. Wissenschaftliche Buchgesellschaft, Darmstadt 1989, ISBN 3-534-80208-X.
- mit Jochen Jesinghaus: Ecological Tax Reform: A Policy Proposal for Sustainable Development. Zed Books, London 1992, ISBN 1-85649-096-3.
- mit Anselm Görres, Henner Ehringhaus, unter Mitarbeit von Kai Schlegelmilch und Hans-Jochen Luhmann: Der Weg zur ökologischen Steuerreform. Weniger Umweltbelastung und mehr Beschäftigung. Das Memorandum des Fördervereins Ökologische Steuerreform. Olzog, München 1994, ISBN 3-7892-9200-1.
- mit Amory B. Lovins und L. Hunter Lovins: Faktor Vier. Doppelter Wohlstand – halbierter Naturverbrauch. Der neue Bericht an den Club of Rome. Droemer Knaur, München 1995, ISBN 3-426-26877-9.
- mit Oran Young und Matthias Finger: Grenzen der Privatisierung. Hirzel, Stuttgart 2006, ISBN 3-7776-1444-0.
- mit Karlson Hargroves, Michael Smith, unter Mitarbeit von Cheryl Desha und Peter Stasinopoulos: Faktor Fünf. Die Formel für nachhaltiges Wachstum. Droemer, München 2010, ISBN 978-3-426-27486-6.
- mit Daisaku Ikeda: Was sind wir uns wert? Verlag Herder, Freiburg/Basel/Wien 2016, ISBN 978-3-451-34964-5.
- mit Anders Wijkman: Wir sind dran. Club of Rome: Der große Bericht. Gütersloher Verlagshaus, 2017, ISBN 978-3-579-08693-4. Engl. Originaltitel „Come On!“ Springer Verlag New York, 2018, ISBN 978-1-4939-7418-4.